# Hexachaeta eximia
Hexachaeta eximia är en tvåvingeart som först beskrevs av Christian Rudolph Wilhelm Wiedemann 1830.  Hexachaeta eximia ingår i släktet Hexachaeta och familjen borrflugor. Inga underarter finns listade i Catalogue of Life.